# 광함
광함(匡咸, ? ~ ?)은 전한 말기의 관료로, 자는 자기(子期)이며, 동해군 증현(承縣) 사람이다. 승상 광형의 아들이자 월기교위 광창(匡昌)의 형제로, 경서에 밝아 관직이 구경에 이르렀다.

## 행적
원시 3년(3년), 좌풍익에 임명되었다.

## 출전
- 반고, 《한서》
  - 권19하 백관공경표 下
  - 권81 광장공마전

| 전임 장가 | 전한의 좌풍익 3년 ~ 4년? | 후임 손신 |